# Combinatorica
Combinatorica is een internationaal, aan collegiale toetsing onderworpen wetenschappelijk tijdschrift op het gebied van de combinatieleer. Het wordt uitgegeven door Springer Science+Business Media namens de János Bolyai Mathematical Society, de nationale wiskundige vereniging van Hongarije. Het tijdschrift verschijnt 6 keer per jaar.